# Catedral de Cremona

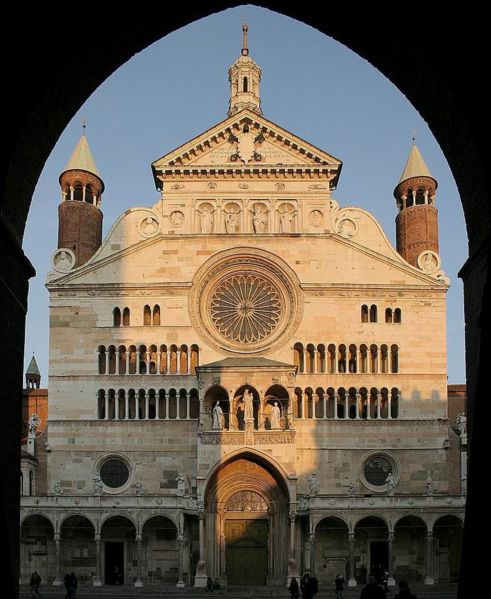
Fachada

A Catedral de Cremona, dedicada a Nossa Senhora da Assunção, é uma igreja em Cremona, Itália, e sede da Diocese Católica Romana de Cremona.
Originalmente construída em estilo românico, a igreja foi restaurada e ampliada como gótica, com elementos renascentistas e barrocos. A construção foi iniciada em 1107, mas as obras foram danificadas em um terremoto em 1117. Construção foi retomada em 1129, e provavelmente o edifício foi concluído em 1160-1170. O altar-mor, dedicado aos santos padroeiros da cidade, São Arquelau e São Himério, foi consagrado em 1196. A fachada atual foi construída provavelmente entre os séculos XIII e XIV. No mesmo período foram adicionados os braços do transepto: o norte em 1288 e o sul em 1348. A fachada principal, juntamente com o Batistério em anexo, é um dos mais importantes monumentos da arte românica na Europa. O portal é provavelmente do início do século XII. 
O interior abriga importantes obras de arte. As mais antigas são os afrescos sobre as histórias de Abraão, Isaac, Jacó e José, datados dos séculos XIV e XV. Do Renascimento é o arco em relevos com as histórias dos mártires na Pérsia, de 1482, e o relevo de São Himério (1481-1484), ambas obras de Giovanni Antonio Amadeo. Também é notável da urna dos Santos Marcelino e Pedro, esculpida na maior parte por Briosco Benedetto (1506-1513), na cripta. O coro de madeira foi trabalho de Bartolomeo Platina (1482-1490), e o grande altar da Cruz, em prata e ouro, é de Ambrogio Pozzi e Agostino Sacchi (1478).
O ciclo pictórico mais importante da catedral é a decoração de afrescos nas paredes laterais da nave (século XVI), retratando a vida de Maria e Cristo. Diferentes pintores colaboraram para a sua execução: o primeiro foi Boccaccino Boccaccio (com a Anunciação a Joaquim e Jesus entre os doutores) que, em 1506, já tinha pintado um Redentor com os Santos Psatronos de Cremona na abóbada da abside. Ele foi sucedido por Giovan Francesco Bembo (Epifania e Apresentação no Templo) e Altobello Melone (Fuga para o Egito, Massacre dos Inocentes e os primeiros quatro painéis da Paixão de Cristo), onde adotou um estilo mais clássico. Em seguida veio Girolamo Romanino, autor das cenas de Jesus ante Pilatos, uma das suas obras-primas.
As últimas cenas da Paixão foram executados por Il Pordenone, que também foi responsável pela grande Crucificação (1521), a Deposição (1521) e o Retábulo Schizzi (antes de 1523), este último inspirado pelo estilo de Giorgione. O conjunto foi completado por Bernardino Gatti com a Ressurreição (1529). Outros afrescos foram adicionados em meados do século XVI por pintores maneiristas, incluindo-se Gatti, Bernardino Campi e outros. No século XVII Il Genovesino acrescentou a Vida de São Roque no transepto norte.